# Crocozona clusia
Crocozona clusia är en fjärilsart som beskrevs av William Chapman Hewitson 1875. Crocozona clusia ingår i släktet Crocozona och familjen Riodinidae. Inga underarter finns listade i Catalogue of Life.